# Harald Petri
Harald Einar Valfrid Petri, född 11 oktober 1877 i Halmstad, död 1954, var en svensk diplomat.

## Biografi
Petri var son till fil.dr. C. M. Petri och Eleonore Nyman. Han blev konsul i Antwerpen 1911 och generalkonsul 1918. Petri var överledare för svenska olympiatruppen i Paris 1924 och generalkommissarie vid världsutställningen i Antwerpen 1930 och i Bryssel 1935.
Petri gifte sig 1921 med Hervor Janson (född 1894), dotter till bolagstjänstemannen Ludvig Janson och Lovisa Dahlqvist. Han var far till diplomaten Ragnar Petri.